# 王廉
王廉，中华人民共和国政治人物、外交官。

## 生平
1995年，接替郑锦炯，担任中华人民共和国驻芬兰大使。1998年，由吕新华接任。